# Otto Reitzenstein
Otto Reitzenstein (* 15. März 1911 in Burgkunstadt; † 4. August 1983) war ein deutscher Jurist, u. a. Assistent der Verteidiger während eines Nachfolgeprozesses der Nürnberger Prozesse und Präsident des Sozialgerichts Nürnberg.

## Leben
Otto Reitzenstein legte 1930 das Abitur am damaligen Reform-Realgymnasium Nürnberg ab. Anschließend studierte er Rechtswissenschaften an der Universität Erlangen (Eintritt in die Studentenverbindung AMV Fridericiana Erlangen im Wintersemester 1930/31) und München. Zum 1. Mai 1937 trat er der NSDAP bei (Mitgliedsnummer 4.096.247) und war Blockhelfer.
Im Krupp-Prozess (Fall 10 der Nachfolgeprozesse; USA gegen Alfried Krupp et al.), einem Nachfolgeprozess der Nürnberger Prozesse, welcher von Anfang Dezember 1947 bis Ende Juli 1948 dauerte, war Heinrich Link Verteidiger von Erich Müller. Sein Assistent bei der Verteidigung war Reitzenstein. Müller wurde in zwei von vier Anklagepunkten für schuldig befunden und zu 12 Jahren Haft verurteilt.
Später wurde Reitzenstein als Sozialgerichtsrat Leiter des Sozialgerichts Nürnberg. Von 1964 bis 1974 war er Präsident des Sozialgerichts Nürnberg.

## Ehrungen
- 1941 Eisernes Kreuz I. und II. Klasse[2]
- Frontflugspange in Bronze und in Gold[2]
- 1974  Bundesverdienstkreuz am Bande[2]